# Kurt Bossler
Kurt Bossler (* 10. Juli 1911 in Duisburg; † 13. April 1976 in Heidelberg) war ein deutscher Komponist.

## Leben
Bossler verbrachte seine Kindheit und frühen Erwachsenenjahre in seiner Geburtsstadt Duisburg. Erst nach mehrjähriger Verwaltungstätigkeit konnte er schließlich seinem eigentlichen Wunsch nachkommen und mit dem Musikstudium beginnen. Dieses schloss er 1940 in Düsseldorf mit der staatlichen Prüfung als Lehrer für Komposition und Tonsatz „mit Auszeichnung“ ab. Nach kurzer Tätigkeit als Organist und Lehrer in seiner Heimatstadt und einer Zwischenstation von 1941 bis 1943 als Musiklehrer und Organist in Bad Rappenau (Baden-Württemberg) wurde er 1943 als Lehrer für Komposition und Tonsatz an die Städtische Musikschule Freiburg (Breisgau) berufen.
Nach deren Schließung im Jahr 1945 arbeitete Bossler weiterhin in Freiburg als Komponist, Organist und freier Musiklehrer. Im Jahr 1962 folgte er schließlich einem Ruf an das Evangelische Kirchenmusikalische Institut Heidelberg als hauptberuflicher Dozent für Tonsatz als Nachfolger von Heinz Werner Zimmermann, der als Direktor an die Spandauer Kirchenmusikschule wechselte. In Heidelberg lehrte Bossler bis zu seinem Tod (1976).

## Werke
Vor allem nach 1945 wurden Bosslers Werke vermehrt in Konzertsälen und Kirchen im In- und Ausland aufgeführt, sein Schaffen auf Schallplatten und in Rundfunkaufnahmen dokumentiert. Sein Œuvre umfasst Orchesterwerke, Kammermusik in verschiedensten Besetzungen, Werke für Orgel sowie Chor- und Kirchenmusik.